# Arcelina Mochel
Arcelina Rodrigues Mochel (1918-1974), bacharel em Direito, uma das primeiras promotoras públicas do Brasil (1937), que depois se destacou, no Rio de Janeiro, como líder feminista.
Foi membro do Comitê Central do Partido Comunista Brasileiro e vereadora no Rio de Janeiro, então Distrito Federal, na legislatura 1947-1951.